# Otto Müller (lluitador)
Otto Müller   (21 de juny de 1899 - segle XX (>1924)) va ser un lluitador suís, especialista en lluita lliure, que va competir durant la dècada de 1920.
El 1924 va prendre part en els Jocs Olímpics de París, on guanyà la medalla de bronze en la competició del pes wèlter del programa de lluita.